# Raposo Tavares
Antônio Raposo Tavares, dito o Velho (São Miguel do Pinheiro, 1598 — São Paulo dos Campos de Piratininga, c. 1659) foi um sertanista português, bandeirante paulista, que expandiu as fronteiras brasileiras às custas dos domínios espanhóis e de membros de missões jesuíticas. Muito serviu a D. Francisco de Sousa, e por isso foi por ele armado cavaleiro da Casa Real. 

## Biografia
Nascido em São Miguel do Pinheiro, concelho de Mértola e distrito de Beja, Portugal, de mãe com ambas origens cristã-nova e cristã-velha, e de pai cristão-velho. No aspecto religioso e da educação é presumível que com o cristianismo católico terá possivelmente recebido também uma influência judaica por via de sua madrasta cristã-nova e segunda mulher de seu pai, Maria da Costa.
Chegou ao Brasil em 1618 com o pai, Fernão Vieira Tavares, antigo partidário de António Prior do Crato, tesoureiro da Bula da Cruzada e moço da câmara do Rei, designado capitão-mor governador da capitania de São Vicente em 1622. Era assim preposto do conde de Monsanto, donatário da capitania de São Vicente. A mãe era Francisca Pinheiro da Costa Bravo. António Raposo, aliás, nunca perderia contacto com os interesses da Coroa.
Aos 24 anos, casou-se com Beatriz Furtado de Mendonça, filha do também bandeirante Manuel Pires. O casal teve dois filhos, porém mais tarde sua esposa veio a falecer e depois de dez anos de viuvez, voltou a se casar com uma viúva chamada Lucrécia Leme Borges de Cerqueira, já mãe de oito filhos. Dentro do segundo casamento teve uma filha.

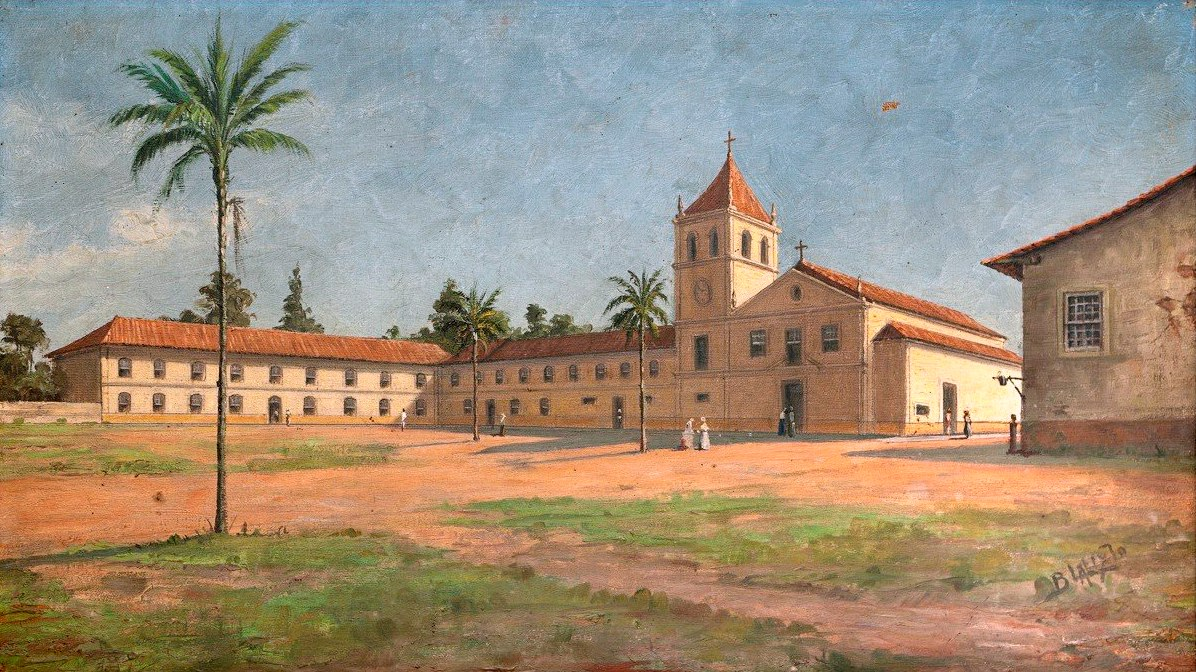
Pátio do Colégio, centro de São Paulo, pintado por Benedito Calixto.

Morto o pai (1622), transferiu-se para o planalto de Piratininga, fixando-se na vila de São Paulo dos Campos de Piratininga, onde logo se entusiasmou em participar nas expedições destinadas a aprisionar índios.

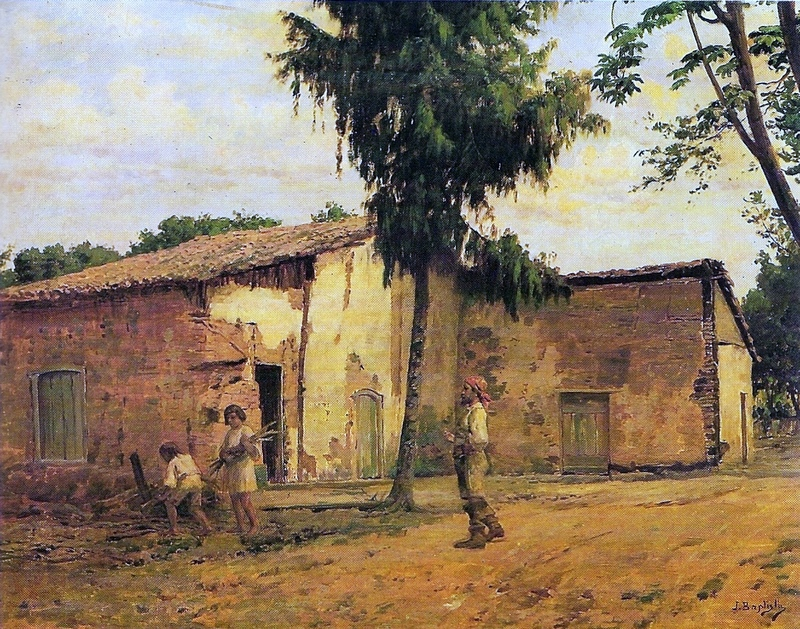
Casa e Capela de Antônio Raposo Tavares, pintado por João Batista da Costa. Acervo do Museu do Ipiranga.

Raposo começa suas expedições a partir de sua pequena fazenda situada em Quitaúna (região em que hoje fica Osasco).
Ainda no inicio de sua jornada como bandeirante, Raposo Tavares recebeu diversas ordens de prisão, sendo acusado de liderar bandeiras “ilegais” e também por ter reunido grande números de indígenas para serem negociados.

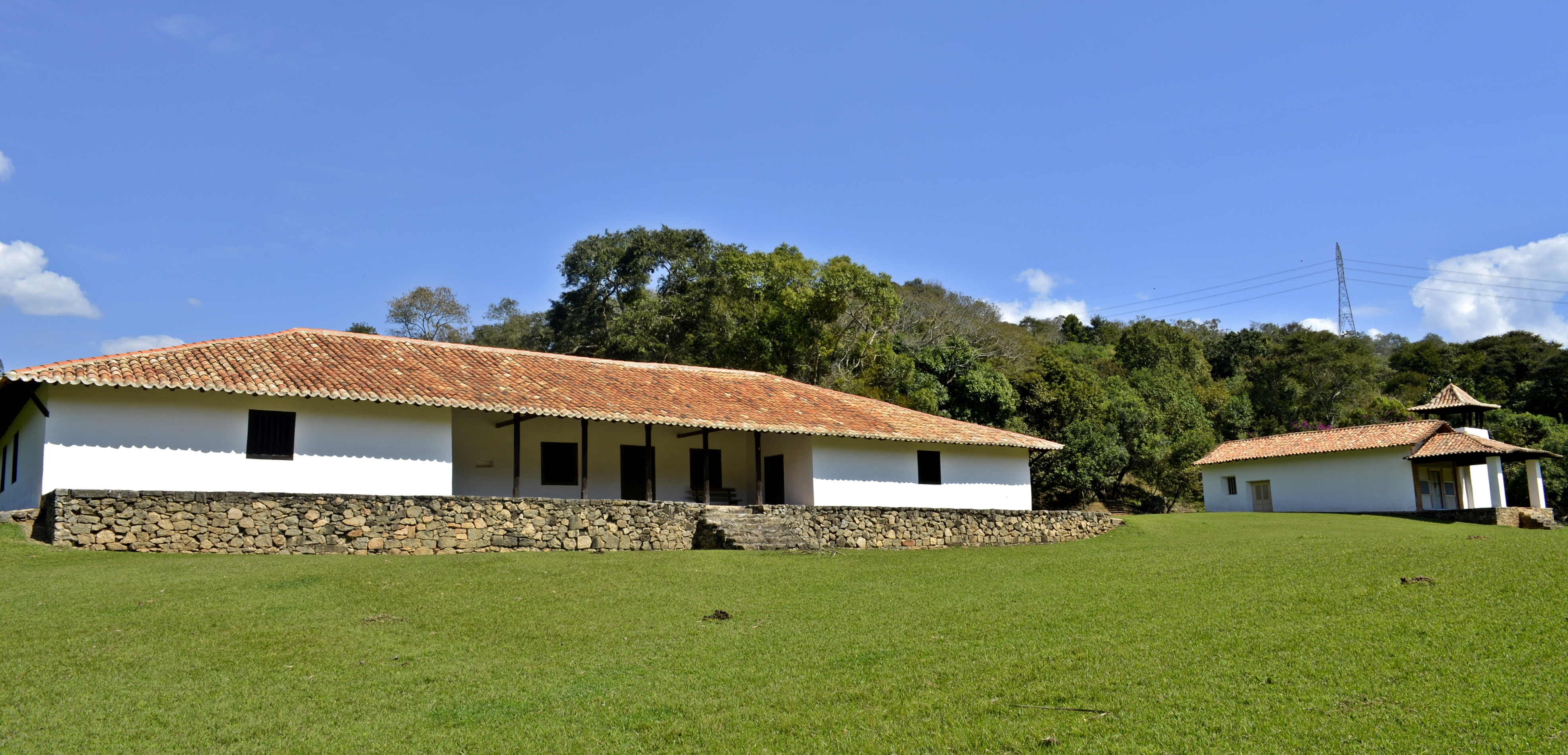
Casa Grande e Capela do Sítio Santo Antônio, em São Roque, São Paulo. Construída por volta de 1640, é um importante exemplo de casa bandeirista.

Em 1628, participa enquanto imediato de sua primeira bandeira, chefiada por Manuel Preto, mas é Raposo Tavares quem toma a iniciativa da situação traçando planos e ordenando a bandeira com um efectivo de 100 paulistas e 2 000 índios auxiliares. Esta expedição, dividida em quatro companhias rumou para a região do Guayrá, situada no Paraguai (atual parte do interior do Estado do Paraná). Entre 1628 e 1629, destruiu 13 reduções jesuíticas, aprisionando cerca de 100 000 nativos, expulsando os jesuítas espanhóis da região (ver: Missões jesuíticas no oeste do Paraná), ampliando as fronteiras do Brasil e assegurando a posse dos territórios dos atuais estados do Paraná, de Santa Catarina e de Mato Grosso do Sul. À frente de 900 brancos e mamelucos e 2 000 índios, uma verdadeira cidade em marcha.

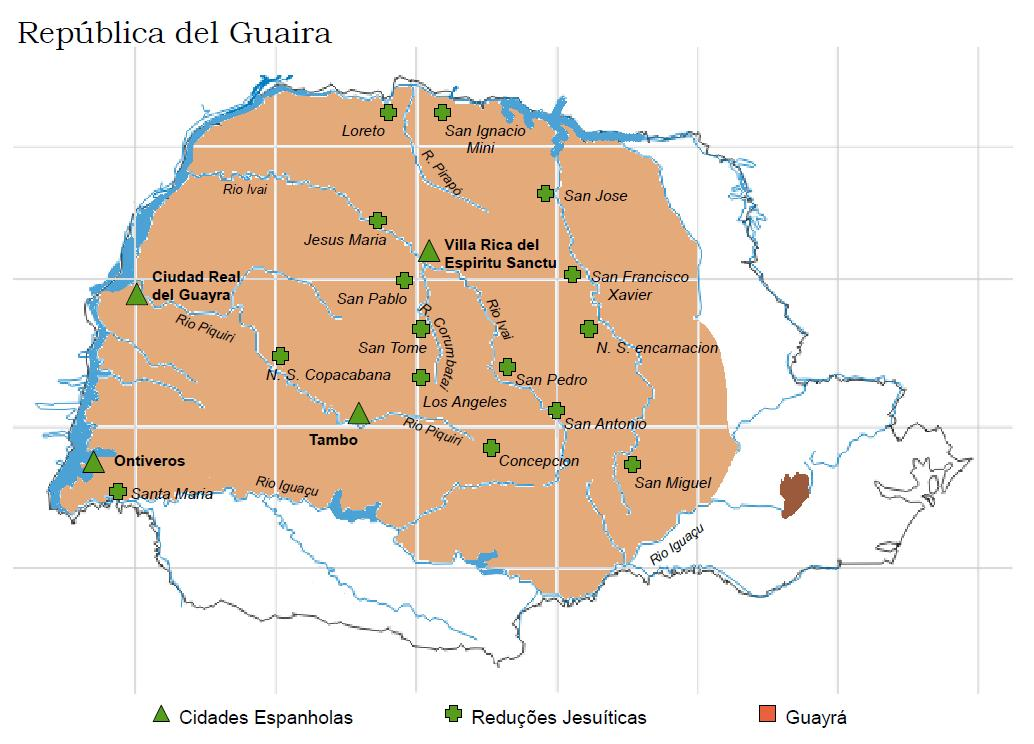
Mapa do estado atual do Paraná mostrando a região do Guayrá em marrom. Missões jesuítas estão marcadas com cruzes e assentamentos espanhóis com triângulos. Muitas atacadas e destruídas por bandeiras de Raposo Tavares.

A vanguarda de sua bandeira, pequena coluna comandada por Antônio Pedroso de Barros, livre de quase todo equipamento, seguia mais depressa. A retaguarda era chefiada por Salvador Pires de Mendonça. Pedro Vaz de Barros, Brás Leme e André Fernandes comandavam companhias. Formando sistema com a bandeira, outra tropa comandada por Mateus Luís Grou varou os sertões de Ibiaguira nas cabeceiras do rio Ribeira. Comandados, seguiam na bandeira, entre outros, Frederico de Melo, João Pedroso de Barros, Antônio Bicudo, Simão Álvares. Ia com eles ia o cacique Tataurana, capturado no local.

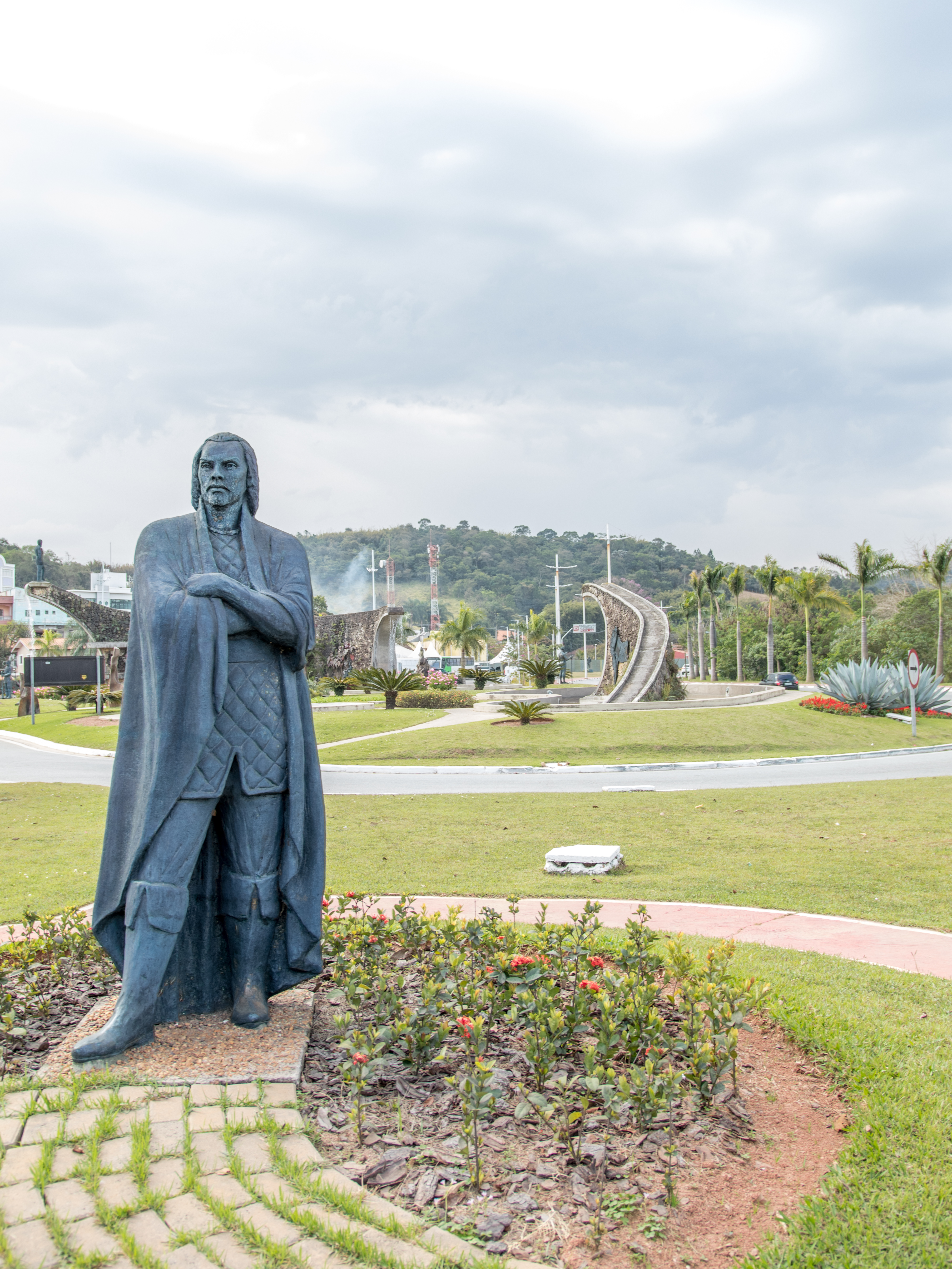
Estátua de Raposo Tavares, parte do Monumento aos Bandeirantes, em Santana de Parnaíba, São Paulo. Murilo Sá Toledo (2006).

### Outros Cargos
Em janeiro de 1633 foi eleito juiz ordinário, e logo a seguir, desistiu do cargo pois foi provido pelo conde de Monsanto no ofício de Ouvidor da Capitania de São Vicente.
Em julho de 1633, foi assaltado o colégio e a igreja dos jesuítas em Barueri, povoação perto de São Paulo, expulsos os padres e pregadas as portas. Os assaltantes (Antônio Raposo Tavares, Pedro Leme, Paulo do Amaral, Manuel Pires, Lucas Fernandes Pinto, Sebastião de Ramos) eram todos homens poderosos contra os quais os padres lançaram processo de excomunhão julgado, por ausência do Reitor Padre João de Mendonça em Cananéia, pelo padre espanhol Juan del Campo y Medina. Mas os autores do atentado zombaram da sentença trazida pelo padre escrivão do processo Antônio de Medina, rompendo-a de suas mãos. A violência contra os padres, os paulistas justificavam porque a lei de setembro de 1611 determinava que nas aldeias de índios assistissem apenas clérigos, debaixo da imediata jurisdição real ou civil. Achando-se a 25 de julho a aldeia de Barueri em poder dos jesuítas, exclusivamente, o Procurador do Conselho requereu que a Câmara fosse dela tomar conta, em nome do Rei, defendendo assim o que considerava uma usurpação do clero. A Câmara deferiu o requerimento e pouco depois convocou reunião dos maiorais da vila, realizada a 21 de agosto. Nesta reunião houve solidariedade de todos: a posse da aldeia tinha mesmo que ser à força. Os jesuítas se queixaram ao governador geral Diogo Luís de Oliveira. O caso se arrastaria pelo menos até 1635, pois em dezembro de 1633 houve provisão ao Governador geral alegando que a posse fora embuste para encobrir o verdadeiro motivo dos Paulistas, que era a escravização dos índios, ordenando a devolução da aldeia e da igreja aos padres, caçando o mandato de Ouvidor a Raposo Tavares. Como devia servir ainda mais dois anos, Raposo Tavares opôs um embargo. Que o Ouvidor do Rio de Janeiro, Francisco da Costa Barros, recebeu em julho de 1635, para o efeito de o manter no cargo de ouvidor… expulsou os jesuítas...

### A bandeira de 1636 ao Tape

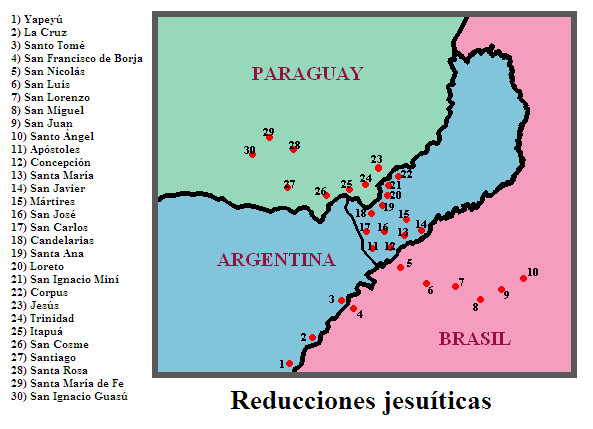
Mapa dos Trinta Povos das Missões, entre Paraguai, Argentina e o Rio Grande do Sul. Os Sete Povos na área cor de rosa (antiga região do Tape).

Em 1636 partiu em nova expedição, para escravizar nativos que estavam sob a proteção de jesuítas espanhóis estabelecidos nas reduções da região de Tapes, hoje Rio Grande do Sul. Deixou São Paulo em janeiro, com 120 paulistas e mil índios, e voltou em novembro. José Ortiz de Camargo seguia no troço do capitão Diogo Coutinho de Melo, fazendo a chamada «campanha dos araxás».
Em novembro a bandeira chegou ao sertão dos tapes — província que compreendia a Oeste o alto rio Ibicuí, ao Norte a serra Geral, a leste o vale do rio Cai e ao Sul a vizinhança da serra dos tapes — o centro do atual Rio Grande do Sul. A 2 de dezembro atingiu e atacou a redução de Jesus Maria, na margem esquerda do rio Jacuí, e depois de seis horas de arrasou a redução, fazendo prisioneiros que seriam escravizados. Depois, atacou a redução de San Cristóbal, em Rio Pardo, e no rio Jacuí; logo depois tomou a redução de Santana. De acordo com a tática usada, a bandeira ia dividida em companhias, dispersas em vários pontos, guardando porém unidade de ação. Uma dessas companhias, a de Diogo de Melo Coutinho, ficou agindo no chamado «sertão dos carijós».
Esta bandeira voltou a São Paulo a 20 de janeiro de 1637, mas permaneceu no Tape Antônio Raposo Tavares que depois retornaria pra São Paulo no inicio de 1638 com seus 40 anos de idade, ganhando de seus compatriotas o status de herói.

### A luta contra os holandeses
De 1639 a 1642 integrou as forças paulistas, organizadas por D. Francisco Rendon de Quebedo a pedido de Salvador Correia de Sá e Benevides, que lutaram contra as invasões holandesas, combatendo na capitania da Bahia e na de Pernambuco.
A 7 de agosto de 1639 D. Fernando de Mascarenhas, 1º conde da Torre, lhe deu patente de capitão, pois juntara em São Paulo à sua custa 150 soldados que conduziu à Bahia. Foi-lhe mandado agregar-se ao terço do mestre de campo Fernando da Silveira. Diz «Ensaios Paulistas», editora Anhembi, 1958, página 634: «Entre as façanhas bélicas dos paulistas (…) convém recordar os socorros por eles prestados contra os holandeses, quando da infeliz expedição naval do conde da Torre, em cuja esquadra embarcou um Terço formado em São Paulo, apesar de uma tentativa de revolta de feitio sebastianista contra esta recruta. Tal tropa comandada por Antônio Raposo Tavares destacou-se na terrível jornada chamada da Retirada do Cabo São Roque. Mais tarde novo socorro partiria de S. Paulo em defesa da Bahia, sob o comando de Antônio Pereira de Azevedo e pelas águas do São Francisco abaixo.»

### A última expedição de 1648 a 1651
Raposo Tavares estivera em Portugal em 1647, sendo "encarregado de uma missão em grande parte secreta". A sua última expedição foi chamada a Bandeira de Limites ou a grande bandeira aos "serranos", os limites do Peru:
"Embrenhou-se com algumas dezenas de homens no território mato-grossense, atingindo, pelo Madeira, o Amazonas, remontado até às terras de Quito e depois descido até Belém do Pará." (Ensaios Paulistanos, p. 634.)
Considerada a primeira viagem em torno do território brasileiro, partiu em maio de 1648 do porto de Pirapitingui, em São Paulo, descendo o rio Tietê rumo aos sertões do baixo Mato Grosso. Contava com brancos, mamelucos e mais de mil índios. Um de seus principais auxiliares foi Antônio Pereira de Azevedo, baiano.
Oficialmente destinava-se à busca de minas, sobretudo as de prata. Afirma Jaime Cortesão em seu livro "Raposo Tavares e a formação territorial do Brasil" que a parte oficial era descobrir metais preciosos mas a outra parte, secreta, seria conhecer melhor o Brasil para identificar os interesses de Portugal na região.
Em novembro de 1648 Antônio Raposo ordenou decisivo ataque a destruição das reduções do Itatim, combatendo 200 paulistas e mil índios mansos, e seu auxiliar ainda foi o velho, sexagenário, Capitão André Fernandes (que morreria no início da ação, em 1649, em local tão oposto ao sertão do Sabaraboçu onde sempre desejara e prometera ir). Ficaram destruídas as reduções jesuítas da serra de Maracaju e Terecañi, e depois Bolaños, Xerez e outras. O ataque produziu êxodo, mas partiu de Assunção um exército tão grande que os paulistas resolveram abandonar a província. A bandeira se dividiu em duas companhias. Na companhia comandada por Raposo, era alferes Manuel de Souza da Silva. A outra era chefiada pelo baiano Antônio Pereira de Azevedo.
Iniciaram assim em 1648 a famosa volta que duraria até 1651, subindo o rio Paraguai, descendo o rio Mamoré e o rio Amazonas. Teria subido pelo rio Itatim e pelo rio Paraguai até a nascente, internando-se de tal modo que se encontrou com os castelhanos no Peru, depois desceu em jangadas o rio Guaporé, o rio Mamoré e o rio Madeira, entrando no Amazonas. deteve-se na fortaleza de Gurupá, no Pará. André Fernandes pereceu no sertão com toda sua tropa, da qual apenas dois índios retornariam a São Paulo.
A expedição percorreu mais de 10 000 km em 3 anos, tendo usado o curso do rio Paraguai, do rio Grande, do rio Mamoré, do rio Madeira e do rio Amazonas. Ao chegar à foz do Amazonas, em Gurupá, no Pará, a tropa estava reduzida a 59 brancos e alguns índios. Da cidade de Belém do Pará, os sobreviventes à épica travessia da floresta Amazônica retornaram a São Paulo, onde o bandeirante viria a falecer em sua fazenda localizada em Quitaúna, hoje um bairro da cidade de Osasco. Poucos registros históricos ainda mencionam Raposo Tavares depois de sua última expedição. Ao final da vida, Raposo Tavares estava irreconhecível, o cabelo inteiramente branco e desgrenhado, os olhos encovados e sem vida, os músculos definhados, os ombros vergados e mirrados. Segundo a maioria dos historiadores, ele morreu em 1658, aos 60 anos.

### Motivações da guerra contra as reduções jesuíticas
A escravização dos índios acabou por firmar a tese de que os bandeirantes eram movidos por razões econômicas. No entanto, pesquisas históricas mais recentes mostram que a razão econômica  (escravização dos indígenas) é insuficiente para explicar a dureza dos ataques às reduções.
Segundo a historiadora Anita Novinsky, além de interesses materiais, tais ataques teriam sido também motivados pelo ódio religioso. A origem judaica dos bandeirantes paulistas e o envolvimento do Tribunal da Inquisição de Lima no conflito entre a Companhia de Jesus e os paulistas seriam parte importante da explicação da ferocidade dos ataques. Embora o Brasil nunca  tenha tido um tribunal estabelecido oficialmente, tal como o tiveram Lima, Cartagena e México, a Inquisição dispunha de um sistema de espionagem  encarregado da fiscalização do comportamento da população e da prisão de suspeitos, que eram enviados aos cárceres do Tribunal de Lisboa. Nessa fiscalização e perseguição, os padres da Companhia de Jesus teriam tido um papel fundamental, como um braço da Inquisição portuguesa na Colônia. Nas  visitações do Santo Ofício ao Brasil, em 1591 e em 1618, assim como na "Grande Inquirição" realizada na Bahia em 1646, a Mesa Inquisitorial, encarregada de ouvir confissões e denúncias de violações religiosas, era montada no próprio pátio do Colégio dos jesuítas. Nas Cartas Ânuas, enviadas pelos padres à Espanha, os "paulistas" eram  claramente apontados como "judeus encobertos" e "falsos cristãos."  Os jesuítas das missões estavam ligados à Inquisição de Lima, sendo por ela encarregados fiscalizar, perseguir e excomungar os hereges "conversos" (cristãos-novos). Um exemplo  da relação dos jesuítas com a Inquisição é o caso do superior das reduções, Diogo de Alfaro, nomeado comissário do Santo Oficío da Inquisição de Lima para encontrar os hereges, puni-los e excomungá-los. Os bandeirantes o mataram 
Raposo Tavares teria, assim, razões religiosas para queimar igrejas, atacar as reduções e matar os padres. Sua mãe era uma cristã-nova. Sua madrasta, Maria da Costa, também cristã-nova e por quem ele fora criado até os 18 anos, havia sido presa pela Inquisição, em 1618, sob a acusação de praticar o judaísmo, e passara seis anos na prisão por esse motivo. "Há razões ideológicas na fúria dos bandeirantes contra a Igreja. Ela representava a força que tinha destruído suas vidas e confiscado seus bens em Portugal", segundo Novinsky. Os paulistas atacavam as igrejas e matavam jesuítas porque eles eram vistos como 'comissários da Inquisição na América'.  Além de Raposo Tavares, também eram cristãos-novos os bandeirantes  Fernão Dias Paes, Brás Leme e Baltasar Fernandes, autor do assassinato do padre Diogo de Alfaro.

## Homenagens
- Raposo Tavares — distrito de São Paulo, Brasil
- Raposo Tavares — bairro de Osasco, Brasil

- Raposo Tavares — bairro de Itariri, Brasil

- Conjunto Promorar Raposo Tavares — bairro em São Paulo, Brasil

- Parque Raposo Tavares — parque em São Paulo, Brasil
- Rodovia Raposo Tavares — rodovia em São Paulo, Brasil
- Praça Antônio Raposo Tavares — Beja, Portugal
- NPaFlu Raposo Tavares (P-21) — embarcação da Marinha do Brasil
- Rua António Raposo Tavares — Restelo, Lisboa, Portugal